# Cintractia oreoboli
Cintractia oreoboli är en svampart som beskrevs av Vánky & McKenzie 1990. Cintractia oreoboli ingår i släktet Cintractia och familjen Anthracoideaceae.   Inga underarter finns listade i Catalogue of Life.